# Auguste Houzeau de Lehaie
Charles Auguste Benjamin Hippolyte Houzeau de Lehaie (Bergen, 28 juli 1832 – 20 mei 1922) was een Belgisch volksvertegenwoordiger, senator en burgemeester.

## Familie
Behorende tot de notabele familie Houzeau, die in de achttiende eeuw adelsverheffing verkreeg, was hij een zoon van Charles François Houzeau de Lehaie (1791-1885) en van Philippine Pradier (1799-1892). Zijn vader was een bekend bibliofiel die in 1822 adelserkenning verkreeg. Het gezin woonde op het kasteel Ermitage in Bergen. De oudste zoon uit het gezin was Jean-Charles Houzeau de Lehaie (1820-1888), astronoom, die directeur werd van de Koninklijke Sterrenwacht van België in Ukkel en voorzitter van de Koninklijke vereniging voor Aardrijkskunde.
Auguste trouwde in 1856 in Utrecht met zijn nicht Mélanie de Casembroot (1831-1918), dochter van de Nederlandse generaal jonkheer Jean-Louis de Casembroot en van Laure Pradier. Ze kregen drie zoons:
- Louis (1857-1872),
- Charles (1860-1919), die ingenieur werd en de fabrieken leidde van de groep Vieille Montagne,
- Jean (1867-1959), befaamd botanicus, etnoloog en ontdekkingsreiziger.

## Levensloop
Houzeau was van 1844 tot 1848 intern op het Collège Rollin in Parijs. Na de revolutie van 1848 studeerde hij verder aan het college in Bergen en vervolgens aan de ULB, waar hij een ingenieursdiploma behaalde. Eerst belastingambtenaar, werd hij docent staathuishoudkunde, aardrijkskunde en handel aan de provinciale school voor handel, industrie en mijnen in Bergen (1870-1908), die weldra École des Mines werd genoemd.
Samen met Charles le Hardy de Beaulieu stichtte hij de Cercles de Réunions Populaires, waarvoor hij in de Borinage maar ook elders in het land vaak voordrachten gaf. De bedoeling was in de eerste plaats naschools onderricht te geven, maar Houzeau maakte er gebruik van om bij de arbeidersbevolking zijn radicale ideeën te verspreiden.
Hij was ook ondervoorzitter van de Compagnie Internationale d'Orient (1901-1911), bestuurder van de Société des produits et engrais chimiques de Bélian en van de Union du Crédit in Bergen.

## Politiek
Van 1878 tot 1882 was hij provincieraadslid voor Henegouwen. Vanaf 1865 werd hij gemeenteraadslid in Hyon en werd er schepen (1865-1867) en burgemeester (1867-1878). Hij verhuisde naar Bergen en was er gemeenteraadslid (1878-1884) en schepen (1878-1881). Hij keerde toen naar Hyon terug en werd er opnieuw gemeenteraadslid en schepen (1894-1896) en burgemeester (1896-1900). Een straat in Hyon draagt zijn naam.
Van 1882 tot 1884 was hij liberaal volksvertegenwoordiger voor het arrondissement Bergen. In 1897 werd hij senator voor hetzelfde arrondissement en vervulde dit mandaat tot in 1900. Hij behoorde tot de radicale liberalen die na 1885 de ene na de andere lid werden van de Belgische Werkliedenpartij (BWP). In 1900 werd hij opnieuw senator, ditmaal voor het arrondissement Charleroi en voor de BWP, en bleef dit tot aan zijn dood.
In het parlement was hij een groot verdediger van het rijksonderwijs, van de persoonlijke en verplichte militaire dienst voor iedereen, van het algemeen stemrecht en van de persvrijheid.
Hij was voorzitter van de Belgische groep van de Interparlementaire Unie voor arbitrage en vrede. Hij behoorde tot de studiecommissie die een voorstel deed tot oprichting van een internationale rechtbank, wat in 1899 leidde tot de oprichting van het Permanent Hof van Arbitrage. Houzeau was een goede bekende bij de leden van het Nobelcomité voor de vredesprijs en hij slaagde er bij herhaling in kandidaten voor te stellen die werden verkozen: Bertha von Suttner in 1905, Fredrik Bajer in 1908 en het Internationaal Bureau voor de Vrede in 1910.

## Vrijmetselaar
Houzeau stichtte in Bergen de Cercle de la Libre Pensée (1864).
Hij werd lid (1871) van de vrijmetselaarsloge La Parfaite Union in Bergen en het jaar daarop was hij er al achtbare meester van, wat hij opnieuw was in 1876 en 1881.
Hij werd adjunct-grootmeester van het Grootoosten van België (1884-1886 en 1890-1892). Van 1893 tot 1895 was hij grootmeester.

## Verenigingsleven
Houzeau was actief in talrijke verenigingen, zowel in zijn stad en arrondissement, als in Brussel. Zo was hij:
- lid (1865) en voorzitter (1891-1909) van de Société des Sciences, des Arts et des Lettres du Hainaut,
- medestichter (1876) en voorzitter van de Koninklijke vereniging voor Aardrijkskunde (1897-1903);
- lid van de Raad voor de Vervolmaking van het lager onderwijs (1881-1914),
- lid van de Raad voor de Vervolmaking van het Normaalonderwijs (1920-1922),
- lid van de provinciale commissie voor de statistiek in Henegouwen (1882-1890),
- voorzitter van de Commissie van Burgerlijke godshuizen in Bergen (1882-1884),
- bestuurder van de Ligue de l'Enseignement,
- voorzitter voor Henegouwen van het Nationaal Werk voor Verdediging van de scholen (1884-1890),
- lid van het beschermingscomité van het Institut commercial des industriel du Hainaut (1901-1922);
- bestuurder van de Koninklijke Bibliotheek, Brussel (1904-1922),
- voorzitter van het congres van naschoolse vrijzinnige werken in Brussel (1905),
- stichter van de Cercles populaires.

## Publicaties
- Manuel élémentaire de géographie physique, traduit et adapté de l'anglais, Bergen, 1872 en 1884.
- Étude sur les moyens de déterminer la déclinaison magnétique au fond des mines, 1877.